# Mico mauesi
Lo uistitì di Maués (Mico mauesi Mittermeier et al., 1992) è un primate platirrino della famiglia dei Callitricidi.
Come indicato dal nome, la diffusione della specie e circoscritta a una piccola area a ovest del Rio Maués-Acu, nello stato brasiliano di Amazonas.
Su questa specie, scoperta abbastanza recentemente, non è sono stati ancora condotti studi esaurienti sul campo per ricavare dati sul suo comportamento e la sua riproduzione: grossomodo, si pensa tuttavia che il suo stile di vita non si discosti grandemente da quello di altre specie del genere Callithrix.